# Датам
Датам (*Δατάμης, д/н —362 до н. е.) — державний та військовий діяч Ахеменідської імперії.

## Життєпис
Походив зі знатного карійського роду. Син Каміссара, сатрапа Кілікії, та скіф'янки або пафлагонійки. Про дату народження нічого невідомо. Розпочав службу у царській гвардії —10 тис. безсмертних. У 385 році до н. е. звитяжив під час походу царя Артаксерка II проти племені кадусії в Антропатені. Його батько загинув в цьому поході.
Тому 384 року до н. е. Датама призначено сатрапом Кілікії. У 380 році до н. е. призначено сатрапом Каппадокії. У середині 370-х років до н. е. придушив заколот Тіуса, сатрапа Пафлагонії, а потім переміг іншого змовника — Аспіса, сатрапа Катаонії. Перемігши цих ворогів Датам приєднам їх сатрапії до своїх володінь. Артаксеркс II мав намір відправити Дата на придушення Єгипетського повстання. разом з тим при царському дворі склалася група, що стала з недовірою ставитися до могутності Датама. Останній ще більше посилив підозри, коли 373 року до н. е. став карбувати власні срібні монети, перетворивши на династа.
У 370 році до н. е., побоюючись страти з боку царя, Датам повстав, цим спричинив Велике повстання сатрапів. Згодом на його бік перейшов Аріобарзан (та союзник цього сатрапа спартанський цар Агесілай II), а також вірменський сатрап Єрванд I.
У 366 році до н. е. завдав поразки Артабазу, сатрапу Геллеспонтської Фригії, а потім Автофрадату, сатрапу Лідії і Іонії. після цього зумівзахопив міста Синопу і Аміс, розпочавши карбування власних монет тетрадрахм з власним ім'ям, написаним арамейською шрифтом.
Датам загинув у 362 році до н. е. внаслідок змови зятя Митробарзана та Мітрідатом Кійський, сина Аріобарзана I. Разом з тим Аріамн, син Датама, успадкував Каппадокію, якою керував як сатрап.